# Казарян, Максим Эдуардович
Максим Эдуардович Казарян (род. 11 апреля 1965) — российский математик, специалист по топологии и теории особенностей.

## Биография
Окончил школу № 444 с углубленным изучением математики, информатики, физики (Москва), факультет прикладной математики Московского авиационного института (1982—1988) и аспирантуру МИАН (1988—1991). В 1991 году защитил кандидатскую диссертацию на тему «Бифуркации уплощения пространственных кривых и особенности границы фундаментальных систем».
В 1991—1994 годы — научный сотрудник Московского транспортного института РАН. В 1994—2001 годах преподавал в математическом колледже Независимого Московского университета.
В 1998—2001 годы — в докторантуре МИАН, в 2003 году защитил докторскую диссертацию «Характеристические классы в теории особенностей». С 2001 года — сотрудник МИАН, по состоянию на 2010-е годы — ведущий научный сотрудник отдела геометрии и топологии. С 2008 года — профессор Высшей школы экономики.

## Избранная библиография
- М. Э. Казарян, Введение в теорию гомологий — Москва : Мат. ин-т им. В. А. Стеклова, 2006. — 104 с. : ил.; 20 см. — (Лекционные курсы НОЦ / Мат. ин-т им. В. А. Стеклова Российской акад. наук; Вып. 3).; ISBN 5-98419-013-3
- М. Э. Казарян. Тропическая геометрия. — М.: МЦНМО, 2012. — 43 с. — (летняя современная школа математика). — 1000 экз. — ISBN 978-5-94057-966-3.

1. ↑  Mathematics Genealogy Project (англ.) — 1997.